# James C. Green
James Collins Green (* 24. Februar 1921 im Halifax County, Virginia; † 4. Februar 2000 in Elizabethtown, North Carolina) war ein US-amerikanischer Politiker. Zwischen 1977 und 1985 war er Vizegouverneur des Bundesstaates North Carolina.

## Werdegang
Über die Jugend und Schulausbildung von James Green ist nichts überliefert. Auch über seinen Werdegang jenseits der Politik gibt es in den Quellen keine Angaben. Politisch schloss er sich der Demokratischen Partei an. Zwischen 1961 und 1977 saß er als Abgeordneter im Repräsentantenhaus von North Carolina und war ab 1975 der Speaker dieser Parlamentskammer. 1976 wurde er an der Seite von Jim Hunt zum Vizegouverneur von North Carolina gewählt. Dieses Amt bekleidete er nach einer Wiederwahl zwischen 1977 und 1985. Dabei war er Stellvertreter des Gouverneurs und Vorsitzender des Staatssenats. Er war der erste Vizegouverneur von North Carolina, der eine zweite Amtszeit absolvieren konnte. Dies war erst durch eine 1971 verabschiedete Verfassungsreform möglich geworden.  Zuvor war eine direkte Wiederwahl nicht erlaubt.
Im Jahr 1983 wurde Green wegen Bestechung angeklagt, aber freigesprochen. Ein Jahr später kandidierte er erfolglos in den Gouverneursvorwahlen seiner Partei. Bei den eigentlichen Wahlen unterstützte er dann den siegreichen Republikaner James G. Martin. 1997 wurde James Green wegen Steuerbetrugs zu 33 Monaten Hausarrest verurteilt. Er starb am 4. Februar 2000 in einem Krankenhaus in Elizabethtown.